# Latinisierung
Latinisierung bezeichnet:
- das Angleichen fremdsprachlicher, oft griechischer Wörter an das Latein der klassischen Antike durch die Römer selbst. Beispielsweise wurde das altgriechische χρυσόλιθος chrysólithos ‚Goldtopas‘ (aus χρυσός chrysós ‚Gold‘ und λίθος líthos ‚Stein‘) in der Antike latinisiert zu chrysolithus.[1][2]
- später, vor allem seit dem Mittelalter, die Umbildung von Begriffen aus der Muttersprache in die lateinische Sprache, meist zum Zwecke einer internationalen Verständigung. Wichtige Beispiele sind die biologische Nomenklatur der Arten oder medizinische Fachbegriffe in Europa.
- Latinisierung von Personennamen: Im Humanismus die Veränderung von Nachnamen, zur sprachlichen Abgrenzung vom Mittelalter und zur Anlehnung an die lateinische Spätantike. Dies konnte auf zweierlei Weise geschehen: zum einen durch Anhängen eines lateinischen Suffixes (wie Berg zu Bergius), zum anderen durch Übersetzung des Begriffs: Bauer zu Agricola; Kaufmann bzw. Krämer zu Mercator oder Institor; Müller oder Möller zu Molitor; Schmied zu Fabricius; Bäcker zu Pistorius; Schneider zu Sartorius; Fischer zu Piscator; Weber zu Textor; Johann Georg Turmair aus Abensberg zu Johannes Aventinus („Der Abensberger“).
- die teilweise Angleichung kleinerer Kirchen und ihrer Riten an den römischen Ritus der katholischen Kirche. Dies betraf vor allem die heute unierten Kirchen.
- die Latinisierung in der Sowjetunion, bei der nichtlateinische Schriftsysteme durch lateinische ersetzt wurden und schriftlose Sprachen lateinische Schriftsysteme erhielten,[3] sowie daran anschließend auch die Einführung des lateinischen Alphabets in der Türkei.